# 에른스트 바이어

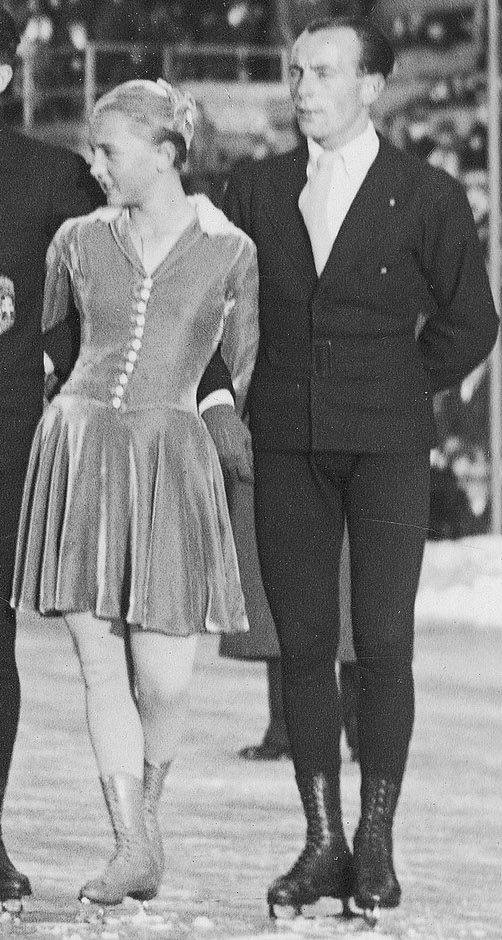
바이어 (오른쪽)

에른스트 바이어(독일어: Ernst Baier, 1905년 9월 27일 - 2001년 7월 8일)는 독일의 피겨 스케이팅 선수로 페어 스케이팅과 싱글 스케이팅에서 활약했다. 그는 막시 헤르버와 함께 1936년 올림픽 페어 부문에서 우승했다.
에른스트 바이어는 베를린 SC 클럽에서 스케이트를 탔다. 그는 또한 싱글 스케이팅 선수로서 성공을 즐겼다. 그는 유럽 선수권 대회, 세계 선수권 대회와 올림픽 싱글 부문에서 은메달을 획득했다.
2차 세계 대전 이후 그들은 얼음 풍자극에서 스케이트를 탔다. 이후 부부는 사업을 소유했다. 막시 헤르버와 에른스트 바이어는 1940년에 현역에서 은퇴한후 결혼했다.